# Lieksa kyrka

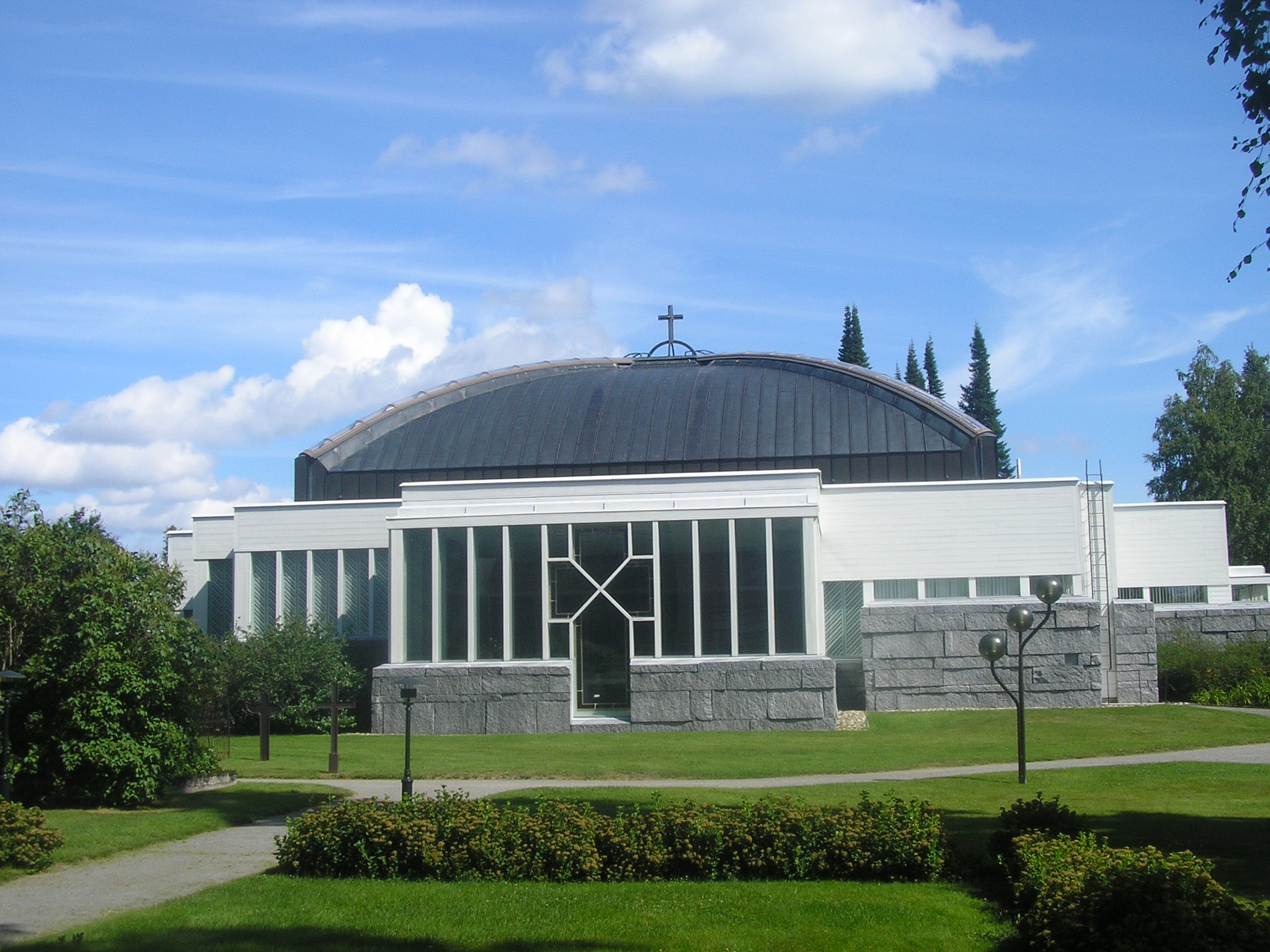
Lieksas kyrka

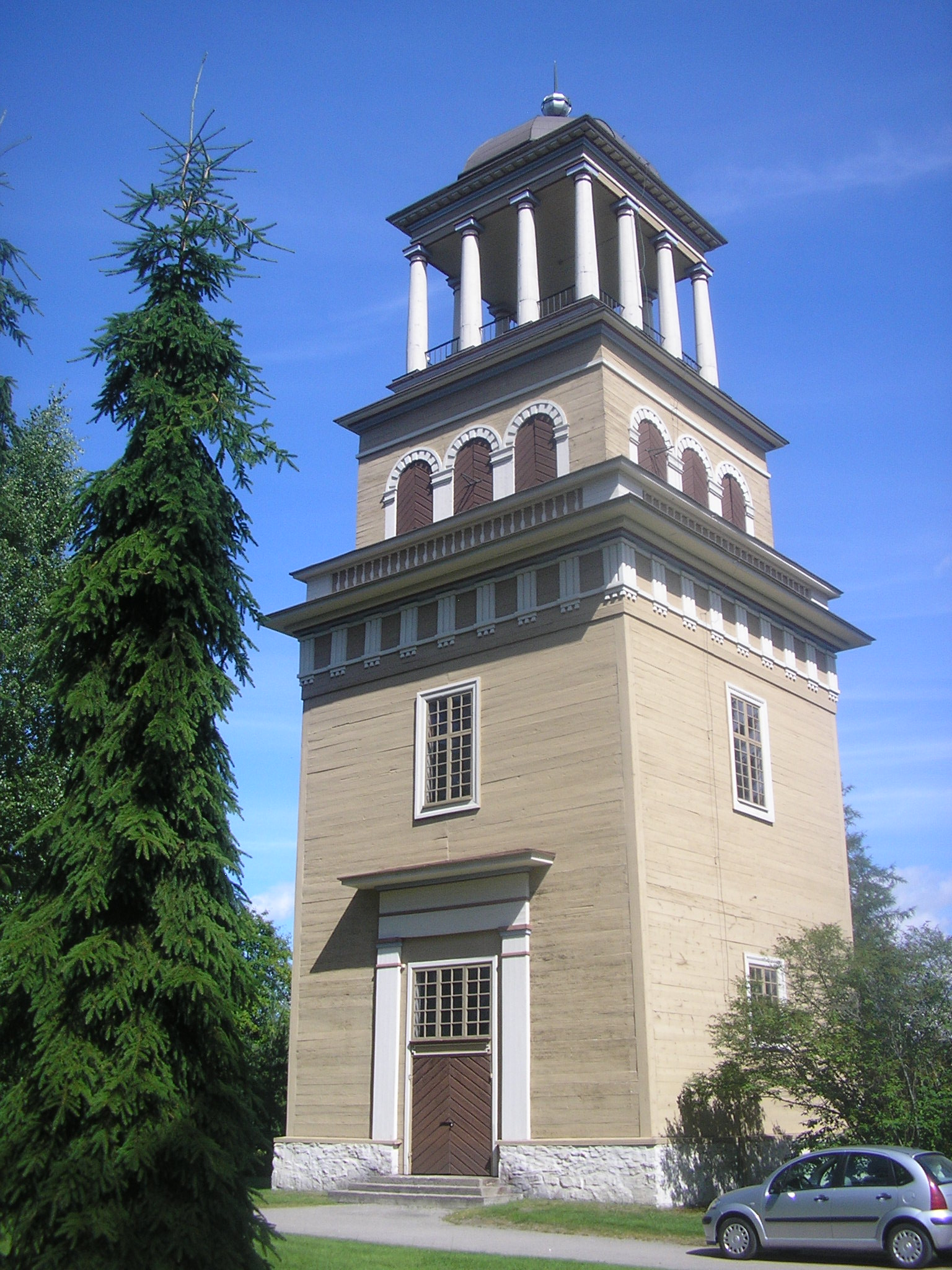
Klocktornet

Lieksa kyrka är en kyrkobyggnad i Lieksa i Finland. 
Kyrkan är ritad av Raili och Reima Pietilä och byggd 1982. Den invigdes den 28 november 1982. Den ersatte en tidigare kyrka i trä, som ritats av  Carl Ludwig Engel, vilken brann ned 1979. Pietiläs har efterbildat stilen i den gamla kyrkan.
Bland inventarierna märks en 36-stämmig orgel tillverkad av Kangasala orgelbyggeri och textilier formgivna av professor Päikki Priha.